# Dolichopus immaculatus
Dolichopus immaculatus är en tvåvingeart som beskrevs av Becker 1909. Dolichopus immaculatus ingår i släktet Dolichopus och familjen styltflugor. Inga underarter finns listade i Catalogue of Life.